# Blainville-Crevon
Blainville-Crevon – miejscowość i gmina we Francji, w regionie Normandia, w departamencie Sekwana Nadmorska.
Według danych na rok 1990 gminę zamieszkiwało 1096 osób, a gęstość zaludnienia wynosiła 74 osoby/km² (wśród 1421 gmin Górnej Normandii Blainville-Crevon plasuje się na 207. miejscu pod względem liczby ludności, natomiast pod względem powierzchni na miejscu 145).
28 lipca 1887 w Blainville-Crevon urodził się francuski artysta Marcel Duchamp, a 2 lata później także jego siostra Suzanne Duchamp.
Co roku pod koniec czerwca w tej miejscowości w średniowiecznym zamku odbywa się festiwal muzyki świata Archeo-Jazz.